# Isole (Band)
Isole ist eine schwedische Epic-Doom-Band aus Gävle, die im Jahr 1990 unter dem Namen Forlorn gegründet wurde.

## Geschichte
Die Band wurde im Jahr 1990 unter dem Namen Forlorn gegründet und bestand im Kern aus dem Schlagzeuger und Sänger Daniel Bryntse und dem Gitarristen Crister Olsson. Bryntse hatte zuvor bereits bei Bands wie Theory in Practice, Withered Beauty und Sorcery gespielt. Als weitere Mitglieder kamen etwas später der Gitarrist und Sänger Magnus Björk, der Gitarrist Magnus Helin, der Bassist Jan Larsson und der Schlagzeuger Kim Molin hinzu. In den folgenden Jahren erschienen mehrere Demos, während sich die Besetzung fast jährlich veränderte. So kam 1995 Henrik Lindenmo als neuer Bassist zur Band. Nachdem 1996 der Sänger Björk die Band verlassen hatte, pausierte die Band. Bryntse widmete sich währenddessen Withered Beauty, Windwalker und Februari 93. Nur im Jahr 2001 gab es ein Lebenszeichen mit der Veröffentlichung des Demos Autumn Leaves. Forlorn wurde erst wieder richtig aktiv, nachdem I Hate Records 2003 sein Interesse an einer Veröffentlichung von Forlorn bekanntgab. Da jedoch nur noch Bryntse und Olsson in der Band verblieben waren, wurde sie in Isole, der französischen Übersetzung von „Forlorn“, umbenannt.
Auf dem Debütalbum Forevermore im Jahr 2004 ist die Band mit dem Bassisten Henrik „Henka“ Lindenmo als Trio zu hören. Für Live-Auftritte kam der Withered-Beauty-Schlagzeuger Jonas Lindström zur Besetzung, ehe er im April 2005 fest zur Besetzung kam. Im Studio war die Gruppe jedoch weiterhin als Trio aktiv, sodass Lindström weiterhin nur live in der Band aktiv war. Nachdem eine Tournee durch Deutschland und Frankreich zusammen mit World Below abgesagt werden musste, erschien Anfang 2006 die Single The Beyond. Das nächste Album folgte im Sommer 2006 unter dem Namen Throne of Void. Das Album besteht, wie bereits auch Forevermore, meist aus umarrangierten alten Demoliedern. Hierauf spielte Lindström das Schlagzeug. In gleicher Besetzung folgten die beiden Alben Bliss of Solitude (2008), das bis auf das Lied Imprisoned In Sorrow nur aus neuen Songs bestand, und Silent Ruins (2009). 2010 erschien bei Cyclone Empire die Split-Single Imperial Anthems mit der Gruppe Semlah, worauf Isole mit dem Lied The Punishment, einem Song aus den frühen Forlorn-Tagen, zu hören ist. Auf dem Album Born from Shadows, das 2011 erschien, bestand die Band aus dem Bassisten und Sänger Henrik Lindenmo, dem Schlagzeuger Jonas Lindström, dem Gitarristen und Sänger Crister Olsson und dem Gitarristen und Sänger Daniel Bryntse. Das Album komplettierte die von der Band erschaffene Moonstone-Trilogie, die auf Forevermore mit dem Lied Moonstone begann, sich mit Shadowstone auf Bliss of Solitude fortsetzte und mit dem Titellied von Born from Shadows beendet wurde. Auf dem 2014er Album The Calm Hunter ist Jimmy Mattsson als neuer Sänger und Bassist zu hören.

## Stil
Laut laut.de ist das Album Throne of Void klanglich mit den Werken von Solitude Aeturnus und Candlemass vergleichbar. Janne Stark schrieb in The Heaviest Encyclopedia of Swedish Hard Rock and Heavy Metal Ever!, dass die Band Doom Metal im Stil von Solstice und Griftegård spielt. David Perri schrieb in The Collector’s Guide of Heavy Metal Volume 4: The ’00s über Bliss of Solitude, dass es hierauf Doom Metal gebe, der für Abgelegenheit und Abgeschiedenheit stehe. Die Musik erinnere an Candlemass und frühe Katatonia. Die Lieder seien stark auf Riffs fokussiert. Das Album sei traurig und wütend zugleich. Silent Ruins biete ebenfalls eine Mischung aus frühen Katatonia und Candlemass. Im Vergleich zum Vorgänger sei das Album ausgereifter in Aus- und Durchführung. Auch seien die Lieder nicht so verzweifelt, was Perri sich damit erklärte, dass das Album unausgereift sei, da man es zu schnell veröffentlicht haben wollte. Der Gesang sei zu hoch abgemischt worden, wodurch der Fokus verstärkt hierauf liege, was allerdings nicht sinnvoll sei. In Interview mit Detlef Dengler vom Metal Hammer, der die Band ebenfalls mit Solitude Aeturnus und Candlemass verglich, gab Crister Olsson an, dass die Band „melancholische, harte Musik“ spiele, „aber nicht epischen Doom Metal“, wo die Gruppe oft eingeordnet werde. Candlemass seien „phasenweise schneller“ und „Solitude Aeturnus viel eingängiger, und wir klingen fast schon depressiv“. Er selbst sei kein Doom-Metal-Fan, da viele Bands minutenlang „auf ein oder zwei Riffs“ herumreiten würden. Zu seinen Einflüssen zählte er Gruppen wie Iron Maiden, Hypocrisy, Bathory und Landberk. Laut Dominik Winter vom selben Magazin ist Silent Ruins ein Konzeptalbum, das von einem „gedächtnislosen Mann in einer postapokalyptischen Welt“ handele. In einer weiteren Ausgabe rezensierte Dengler das Album Bliss of Solitude. Er gab an, dass das Album Potenzial besitze, mehr Leute anzusprechen, als andere Doom-Metal-Bands, was er mit dem „wuchtigen, effektiven Riffing“, dem „virtuosen Gitarrenspiel“ und „der Fähigkeit der Schweden, ihre Lieder trotz einer durchschnittlichen Länge von acht Minuten jederzeit spannend zu halten“ begründete. Die Lieder würden zum einen an Solitude Aeturnus, zum anderen an Reverend Bizarre erinnern. Robert Müller vom selben Magazin gab an, dass die Gruppe auf Silent Ruins melodischen Doom Metal spielt und nahtlos an ihren Vorgängern anschließe. „Die feinsinnigen Gitarrenmelodien, der tolle, zweistimmige Gesang (neben ein paar spärlichen Grunts) und die melancholische Grundstimmung“ seien hierbei besonders charakteristisch. Das Wort „episch“ falle zwar oft im Zusammenhang mit der Band, „aber das klingt dann in etwa so, als ob Count Raven Songs aus der Viking-Phase von Bathory covern“, was er als „Doom Metal auf Valium“ bezeichnete. Sebastian Kessler vom Metal Hammer gab in seiner Rezension zu Born from Shadows an, dass die Band hierauf Doom Metal im Stil von Candlemass spielt, jedoch weniger episch und eingängig. Das Grundgerüst der Lieder seien „[v]oluminöser Trauergesang, malmende Riffs und rollende Drums“. Das Titellied weise zudem leichte Einflüsse aus dem Death Metal auf, ehe sich ein akustischer Teil einstreue, was an Opeth erinnere. Die Gruppe vermische Doom Metal mit Progressive Metal.

## Diskografie
als Forlorn
- 1991: Tired (Demo, Eigenveröffentlichung)
- 1992: Vivere non necesse est (Demo, Eigenveröffentlichung)
- 1994: Waves of Sorrow (Demo, Eigenveröffentlichung)
- 1995: Promo '95 (Demo, Eigenveröffentlichung)
- 1996: Promo '96 (Demo, Eigenveröffentlichung)
- 2001: Autumn Leaves (Demo, Eigenveröffentlichung)
- 2005: Autumn Promos (Kompilation, Eigenveröffentlichung)

als Isole
- 2004: Promo 2004 (Demo, Eigenveröffentlichung)
- 2005: Forevermore (Album, I Hate Records)
- 2006: The Beyond (EP, I Hate Records)
- 2006: Throne of Void (Album, I Hate Records)
- 2008: Bliss of Solitude (Album, Napalm Records)
- 2009: Silent Ruins (Album, Napalm Records)
- 2010: Imperial Anthems (Split mit Semlah, Cyclone Empire)
- 2011: Born from Shadows (Album, Napalm Records)
- 2014: The Calm Hunter (Album, Cyclone Empire)
- 2019: Dystopia (Album, Hammerheart Records)
- 2023: Anesidora (Album, Hammerheart Records)